# Atletism la Jocurile Olimpice de vară din 2020 - 100 m (feminin)
Proba de 100 de metri feminin de la Jocurile Olimpice de vară din 2020 a avut loc în perioada 30-31 iulie 2021 pe Stadionul Național al Japoniei. Aproximativ optzeci de sportivi sunt așteptați să participe.

## Recorduri
Înaintea acestei competiții, recordurile mondiale și olimpice erau următoarele:
| Record  | Atlet                          | Timp  | Loc                         | Data               |
| ------- | ------------------------------ | ----- | --------------------------- | ------------------ |
| Mondial | Florence Griffith Joyner (USA) | 10,49 | Indianapolis, Statele Unite | 16 iulie 1988      |
| Olimpic | Florence Griffith Joyner (USA) | 10,62 | Seul, Coreea de Sud         | 24 septembrie 1988 |

## Program
Orele sunt ora Japoniei (UTC+9) 
| Data                   | Oră         | Etapă             |
| ---------------------- | ----------- | ----------------- |
| Vineri, 30 iulie 2021  | 09:00       | Etapa 1           |
| Sâmbătă, 31 iulie 2021 | 19:00 21:00 | Semifinale Finala |

## Rezultate

### Turul preliminar
Runda preliminară a competiției a inclus sportive care nu au obținut timpul de calificare necesar pentru această probă. Sportivele care au reușit acel timp s-au calificat în prima rundă de calificare.
S-au calificat primele 3 atlete din fiecare serie (C) și următoarea atletă cu cel mai bun timpi (c).

#### Seria 1
| Loc | Culoar | Atletă                   | Țară                       | Timp           | Note  |
| --- | ------ | ------------------------ | -------------------------- | -------------- | ----- |
| 1   | 6      | Natacha Ngoye Akamabi    | Republica Congo            | 11,47          | C, SB |
| 2   | 8      | Margaret Vanessa Barrie  | Sierra Leone               | 11,53          | C, SB |
| 3   | 5      | Amya Clarke              | Sfântul Cristofor și Nevis | 11,67          | C     |
| 4   | 9      | Djenebou Dante           | Mali                       | 12,12          | SB    |
| 5   | 1      | Hadel Aboud              | Libia                      | 12,70          | PB    |
| 6   | 2      | Bashair Obaid Al Manwari | Qatar                      | 13,12          | PB    |
| 7   | 7      | Kamia Yousufi            | Afganistan                 | 13,29          | RN    |
| 8   | 3      | Alba Mbo Nchama          | Guineea Ecuatorială        | 13,36          | PB    |
| 9   | 4      | Amed Elna                | Comore                     | 14,30          | PB    |
|     |        |                          |                            | Vânt: +0,3 m/s |       |

#### Seria 2
| Loc | Culoar | Atletă               | Țară            | Timp           | Note  |
| --- | ------ | -------------------- | --------------- | -------------- | ----- |
| 1   | 3      | Farzaneh Fasihi      | Iran            | 11,76          | C     |
| 2   | 8      | Azreen Nabila Alias  | Malaezia        | 11,77          | C, PB |
| 3   | 4      | Mudhawi Al-Shammari  | Kuweit          | 11,82          | C     |
| 4   | 5      | Regine Tugade-Watson | Guam            | 12,17          | SB    |
| 5   | 7      | Charlotte Afriat     | Monaco          | 12,35          |       |
| 6   | 9      | Silina Pha Aphay     | Laos            | 12,41          | SB    |
| 7   | 6      | Hsieh Hsi-en         | Taipeiul Chinez | 12,49          | PB    |
| 8   | 2      | Sarswati Chaudhary   | Nepal           | 12,91          | SB    |
| 9   | 1      | Yasmeen Al-Dabbagh   | Arabia Saudită  | 13,34          |       |
|     |        |                      |                 | Vânt: +0,5 m/s |       |

#### Seria 3
| Loc | Culoar | Atletă             | Țară               | Timp           | Note  |
| --- | ------ | ------------------ | ------------------ | -------------- | ----- |
| 1   | 9      | Joella Lloyd       | Antigua și Barbuda | 11,55          | C     |
| 2   | 5      | Asimenye Simwaka   | Malawi             | 11,76          | C, RN |
| 3   | 7      | Alvin Tehupeiory   | Indonezia          | 11,89          | C, SB |
| 4   | 1      | Carla Scicluna     | Malta              | 12,11          | q     |
| 5   | 4      | Hanna Barakat      | Palestina          | 12,16          | RN    |
| 6   | 8      | Mazoon Al Alawi    | Oman               | 12,35          |       |
| 7   | 3      | Aissata Deen Conte | Guineea            | 12,43          | PB    |
| 8   | 6      | Matie Stanley      | Tuvalu             | 14,52          | PB    |
| 9   | 2      | Houleye Ba         | Mauritania         | 15,26          | PB    |
|     |        |                    |                    | Vânt: +0,8 m/s |       |

### Calificări
Se califică în semifinale primele trei atlete din fiecare serie (C) și următoarele atlete cu cei mai buni 3 timpi (c).

#### Seria 1
| Loc | Culoar | Atletă                | Țară                       | Timp  | Note  |
| --- | ------ | --------------------- | -------------------------- | ----- | ----- |
| 1   | 5      | Teahna Daniels        | Statele Unite ale Americii | 11,04 | C     |
| 2   | 4      | Dina Asher-Smith      | Marea Britanie             | 11,07 | C     |
| 3   | 8      | Murielle Ahouré       | Coasta de Fildeș           | 11,16 | C, SB |
| 4   | 7      | Ge Manqi              | China                      | 11,20 | c     |
| 5   | 6      | Salomé Kora           | Elveția                    | 11,25 |       |
| 6   | 9      | Marije van Hunenstijn | Olanda                     | 11,27 | SB    |
| 7   | 2      | Joella Lloyd          | Antigua și Barbuda         | 11,54 |       |
| 8   | 3      | Asimenye Simwaka      | Malawi                     | 11,68 | RN    |

#### Seria 2
| Loc | Culoar | Atletă                | Țară               | Timp  | Note   |
| --- | ------ | --------------------- | ------------------ | ----- | ------ |
| 1   | 7      | Elaine Thompson-Herah | Jamaica            | 10.82 | C      |
| 2   | 5      | Mujinga Kambundji     | Elveția            | 10.95 | C, =RN |
| 3   | 6      | Tatjana Pinto         | Germania           | 11.16 | C      |
| 4   | 4      | Khamica Bingham       | Canada             | 11.21 | c      |
| 5   | 3      | Rosângela Santos      | Brazilia           | 11.33 | SB     |
| 6   | 9      | Kelly-Ann Baptiste    | Trinidad și Tobago | 11.48 |        |
| 7   | 8      | Vittoria Fontana      | Italia             | 11.53 |        |
| 8   | 2      | Alvin Tehupeiory      | Indonezia          | 11.92 |        |

#### Seria 3
| Loc | Culoar | Atletă              | Țară                       | Timp  | Note    |
| --- | ------ | ------------------- | -------------------------- | ----- | ------- |
| 1   | 4      | Alexandra Burghardt | Germania                   | 11,08 | C       |
| 2   | 6      | Javianne Oliver     | Statele Unite ale Americii | 11,15 | C       |
| 3   | 9      | Anna Bongiorni      | Italia                     | 11,35 | C       |
| 4   | 7      | Roda Njobvu         | Zambia                     | 11,40 | (0,394) |
| 5   | 8      | Liang Xiaojing      | China                      | 11,40 | (0,396) |
| 6   | 5      | Tristan Evelyn      | Barbados                   | 11,42 |         |
| 7   | 3      | Margaret Barrie     | Sierra Leone               | 11,45 | SB      |
| 8   | 2      | Fasihi Farzaneh     | Iran                       | 11,79 |         |

#### Seria 4
| Loc | Culoar | Atletă                | Țară                       | Timp  | Note   |
| --- | ------ | --------------------- | -------------------------- | ----- | ------ |
| 1   | 4      | Marie-Josee Ta Lou    | Coasta de Fildeș           | 10,78 | C, =RC |
| 2   | 7      | Daryll Neita          | Marea Britanie             | 10,96 | C, PB  |
| 3   | 5      | Crystal Emmanuel      | Canada                     | 11,18 | C      |
| 4   | 6      | Lorene Dorcas Bazolo  | Portugalia                 | 11,31 |        |
| 5   | 3      | Maja Mihalinec Zidar  | Slovenia                   | 11,54 | SB     |
| 6   | 9      | Ángela Tenorio        | Ecuador                    | 11,59 |        |
| 7   | 2      | Amya Clarke           | Sfântul Cristofor și Nevis | 11,71 |        |
| -   | 8      | Vitória Cristina Rosa | Brazilia                   | -     | NS     |

#### Seria 5
| Loc | Culoar | Atletă                       | Țară     | Timp  | Note  |
| --- | ------ | ---------------------------- | -------- | ----- | ----- |
| 1   | 4      | Shelly-Ann Fraser-Pryce      | Jamaica  | 10,84 | C     |
| 2   | 5      | Ajla del Ponte               | Elveția  | 10,91 | C, RN |
| 3   | 6      | Nzubechi Grace Nwokocha      | Nigeria  | 11,00 | C, PB |
| 4   | 7      | Gina Bass                    | Gambia   | 11,12 | c, RN |
| 5   | 2      | Rafaéla Spanoudaki-Hatziriga | Grecia   | 11,45 |       |
| 6   | 8      | Inna Eftimova                | Bulgaria | 11,46 |       |
| 7   | 9      | Dutee Chand                  | India    | 11,54 |       |
| 8   | 3      | Carla Scicluna               | Malta    | 12,16 |       |

#### Seria 6
| Loc | Culoar | Atletă                  | Țară            | Timp  | Note |
| --- | ------ | ----------------------- | --------------- | ----- | ---- |
| 1   | 7      | Blessing Okagbare       | Nigeria         | 11,05 | C    |
| 2   | 5      | Asha Philip             | Marea Britanie  | 11,31 | C    |
| 3   | 6      | Tynia Gaither           | Bahamas         | 11,34 | C    |
| 4   | 9      | Krystsina Tsimanouskaya | Belarus         | 11,47 |      |
| 5   | 8      | María Isabel Pérez      | Spania          | 11,51 |      |
| 6   | 3      | Natacha Ngoye Akamabi   | Republica Congo | 11,52 |      |
| 7   | 2      | Azreen Nabila Alias     | Malaezia        | 11,91 |      |

#### Seria 7
| Loc | Culoar | Atletă              | Țară                       | Timp  | Note  |
| --- | ------ | ------------------- | -------------------------- | ----- | ----- |
| 1   | 6      | Michelle-Lee Ahye   | Trinidad și Tobago         | 11.06 | C     |
| 2   | 5      | Shericka Jackson    | Jamaica                    | 11.07 | C     |
| 3   | 7      | Jenna Prandini      | Statele Unite ale Americii | 11.11 | C, SB |
| 4   | 8      | Diana Vaisman       | Israel                     | 11.27 | SB    |
| 5   | 4      | Hana Basic          | Australia                  | 11.32 |       |
| 6   | 2      | Wei Yongli          | China                      | 11.48 | SB    |
| 7   | 9      | Jasmine Abrams      | Guyana                     | 11.49 |       |
| 8   | 3      | Mudhawi Al-Shammari | Kuweit                     | 11,81 |       |

### Semifinale
Se califică în finală primele două atlete din fiecare semifinală (C) și următoarele atlete cu cei mai buni 2 timpi (c).

#### Semifinala 1
| Loc | Culoar | Atletă                | Țară                       | Timp  | Note |
| --- | ------ | --------------------- | -------------------------- | ----- | ---- |
| 1   | 4      | Elaine Thompson-Herah | Jamaica                    | 1076  | C    |
| 2   | 6      | Ajla del Ponte        | Elveția                    | 11,01 | C    |
| 3   | 7      | Dina Asher-Smith      | Marea Britanie             | 11,05 |      |
| 4   | 8      | Jenna Prandini        | Statele Unite ale Americii | 11,11 | SB   |
| 5   | 2      | Khamica Bingham       | Canada                     | 11,22 |      |
| 6   | 3      | Tynia Gaither         | Bahamas                    | 11,31 |      |
| 7   | 9      | Tatjana Pinto         | Germania                   | 11,35 |      |
| —   | 5      | Blessing Okagbare     | Nigeria                    | —     | NS   |

#### Semifinala 2
| Loc | Culoar | Atletă              | Țară                       | Timp  | Note |
| --- | ------ | ------------------- | -------------------------- | ----- | ---- |
| 1   | 5      | Marie-Josee Ta Lou  | Coasta de Fildeș           | 10,79 | C    |
| 2   | 6      | Shericka Jackson    | Jamaica                    | 10,79 | C    |
| 3   | 4      | Michelle-Lee Ahye   | Trinidad și Tobago         | 11,00 | SB   |
| 4   | 7      | Alexandra Burghardt | Germania                   | 11,07 |      |
| 5   | 9      | Javianne Oliver     | Statele Unite ale Americii | 11,08 |      |
| 6   | 2      | Crystal Emmanuel    | Canada                     | 11,21 |      |
| 7   | 3      | Ge Manqi            | China                      | 11,22 |      |
| 8   | 8      | Asha Philip         | Marea Britanie             | 11,30 |      |

#### Semifinala 3
| Loc | Culoar | Atletă                  | Țară                       | Timp  | Note  |
| --- | ------ | ----------------------- | -------------------------- | ----- | ----- |
| 1   | 5      | Shelly-Ann Fraser-Pryce | Jamaica                    | 10,73 | C     |
| 2   | 7      | Mujinga Kambundji       | Elveția                    | 10,96 | C     |
| 3   | 6      | Teahna Daniels          | Statele Unite ale Americii | 10,98 | c, PB |
| 4   | 4      | Daryll Neita            | Marea Britanie             | 11,00 | c     |
| 5   | 9      | Nzubechi Grace Nwokocha | Nigeria                    | 11,07 |       |
| 6   | 2      | Gina Bass               | Gambia                     | 11,16 |       |
| 7   | 8      | Murielle Ahouré         | Coasta de Fildeș           | 11,28 |       |
| 8   | 3      | Anna Bongiorni          | Italia                     | 11,38 |       |

### Finala
| Loc | Culoar | Atletă                  | Țară                       | Timp  | Note   |
| --- | ------ | ----------------------- | -------------------------- | ----- | ------ |
| 1   | 4      | Elaine Thompson-Herah   | Jamaica                    | 10,61 | RO, RN |
| 2   | 5      | Shelly-Ann Fraser-Pryce | Jamaica                    | 10,74 |        |
| 3   | 7      | Shericka Jackson        | Jamaica                    | 10,76 | PB     |
| 4   | 6      | Marie-Josée Ta Lou      | Coasta de Fildeș           | 10,91 |        |
| 5   | 8      | Ajla Del Ponte          | Elveția                    | 10,97 |        |
| 6   | 9      | Mujinga Kambundji       | Elveția                    | 10,99 |        |
| 7   | 3      | Teahna Daniels          | Statele Unite ale Americii | 11,02 |        |
| 8   | 2      | Daryll Neita            | Marea Britanie             | 11,12 |        |